# Мойо де' Калви
Мо̀йо де' Ка̀лви (на италиански: Moio de' Calvi; на ломбардски: Moi, Мой) е село и община в Северна Италия, провинция Бергамо, регион Ломбардия. Разположено е на 654 m надморска височина. Населението на общината е 207 души (към 2017 г.).